# برنامج حركة الإصلاح والبيئة
برنامج حركة الإصلاح والبيئة (MOREP)  منظمة سياسية لبنانية تم إطلاقها بشكل تدريجي خلال العقد الماضي بخصوص خطط الإصلاح والبيئة. حركة التنظيم البيئي هذه التي تتخذ من لبنان مقراً لها تسعى إلى توسيع نطاق القضايا البيئية تدريجياً أينما كانت تهدد البشرية، حيث أن قضايا البيئة لا تعني دولة محددة دون الأخرى.

## الانطلاقة والنشاطات
بدأت المنظمة في الأصل في منطقة بشري، ثم توسعت عبر لبنان لإنقاذ البيئة. أظهر رئيس MOREP معالي الدكتور الشيخ ماجد أبي صعب التزامه تجاه الشعب اللبناني لحماية البيئة ووضع خطة للإصلاح السياسي. في عام 2005، أصبحت MOREP حركة إصلاحية سياسية رائدة مهتمة بالحركة البيئية والقانونية والاقتصادية والثقافية، وقد شاركت في ثورة الأرز بالفكر السلمي والسلام.

## المخاوف البيئية
تعتبر MOREP البيئة بمثابة ملكية للبشرية مدعومة بسلطة قضائية في مجلس دولة لبنان في عام 2002 بعد عامين من المناقشات القانونية. طلب من نشطاء MOREPISTS عام 1999 إنقاذ البيئة، وكان الاختصاص القضائي لمجلس الدولة المسجل تحت رقم 298/2002 (محكمة مجلس الدولة) أول نوع من الإجراءات التي أسفرت عن السماح للنشطاء بالمشاركة في حماية البيئة من خلال محكمة. وكان أول حدث في عالم البيئة يتم فيه مرافعة ضد الحكومة داخل مجلس الدولة بشأن مقالع قطع الجبال الضخمة وتدمير بيئة كاملة. واعتبر النشطاء هذا الأمر نموذجًا أوليًا للمقاومة من خلال إجراء قانوني ضد تدمير الأرض بواسطة مثل هذه المقالع.
تم وضع طرق للتعرف على النفايات الطبية وفصلها، مما دفع القطاع الطبي إلى المشاركة عن طريق مد يد العون وإعادة التدوير والحرق اعتمادًا على التقسيمات الفرعية للنفايات الطبية.
تم إجراء حملات تتعلق بطرق إنتاج الوقود الحيوي في القرى ومزارع الأرز اللبنانية وفرز نفايات المكاتب والمطبخ خلال تواريخ مناسبة. وتم دعم دراسات الأحافير النباتية في لبنان من قبل الباحث الفرنسي البروفسور جورج بارال والدكتور إدوارد مخول بدعم من رئيس MOREP الشيخ ماجد أبي صعب.
يعد تلوث الهواء والتلوث البحري في البحر المتوسط بعضًا من الاهتمامات الصعبة التي تعنى بها MOREP خلال العامين الماضيين،
مما دفع القطاع العام والبلديات لإيجاد خطة تم اعتمادها من قبل MOREP من أجل الإصلاح البيئي للحد من التلوث خاصة بسبب الصناعات.
ومن القضايا البيئية الأخرى تلوث الخليج العربي الناجم عن تفريغ النفط بسبب حرب الخليج الماضية. هذا الخليج جزء من النظام البيئي البحري المرتبط مع المحيط. تدفع مبادئ ومخططات MOREP الرأي العام لدعم فكرة أن هذا النظام الإيكولوجي في أعماق البحار ملك لبيئة الجنس البشري المستقلة عن أي ولاية قضائية.

## الصحافة
خلال عام 2006، أطلقت MOREP  خطًا تحريريًا ليكون بمثابة طريقة سلمية للتفاوض تم فتحها للبنانيين لنشر مخاوفهم بشأن تخطيط الإصلاح بعد الحرب اللبنانية. نوقشت بعض خطط الإصلاح لاقتراح التغييرات، ويجري تطوير دعوة للمغتربين اللبنانيين للانضمام إلى وطنهم في هذا الأمر. تعد البيئة والإصلاح العام قضية سياسية رائدة في البلاد.

## المسؤولية الاجتماعية للشركات
اقترح رئيس MOREP تنفيذ ما يسمى بالمسؤولية الاجتماعية للشركات من أجل السيطرة على الفساد وكبحه.
يساعد المشروع على دمج الشؤون الاجتماعية والبيئية في الشركات التجارية وفي تفاعل الشركات مع الحكومة والنقابات وروابط الأعمال والمجتمعات على أساس تطوعي لمكافحة الفساد وتعزيز النمو الاقتصادي.

## الإجراءات المتعلقة بمخلفات الحرب
في عام 1997، رتب الشيخ أبي صعب رئيس MOREP تحركًا دوليًا لإزالة مخلفات الحرب بما في ذلك الألغام المضادة للأفراد في شمال لبنان. كانت الأميرة ديانا أميرة ويلز تعمل في هذا النشاط الإنساني من خلال دعم الحملة الدولية لحظر الألغام الأرضية. وتمت دعوتها إلى لبنان لتشجيع إزالة هذه الألغام الأرضية المضادة للأفراد، ولكنها توفيت قبل ذلك في 31 آب عام 1997. بدأت MOREP بعدها حملة محلية في عام 2002 لإزالة هذه الألغام الأرضية المضادة للأفراد من قبل السلطات وبالتعاون مع كل من المحامين الداعمين عبد الله زاخية وبسام سليمان.
وقد نُشرت رسالة مفتوحة إلى الأمين العام للأمم المتحدة بان كي مون بشأن حماية النظام الإيكولوجي لبحر الخليج العربي.

## روابط خارجية
- The Morepists Press
- MOREP News
- Cedars forest in Abi Saab Valley